# إدوارد كودي
إدوارد كودي (بالإنجليزية: Edward Coady)‏ هو لاعب قذف أيرلندي، ولد في 1978 في Borris, County Carlow ‏ في جمهورية أيرلندا.